# Swing Your Lady
Swing Your Lady (frei übersetzt Aufforderung zum Tanz) ist eine US-amerikanische romantische Musikkomödie mit Sportelementen von Ray Enright aus dem Jahr 1938. Die Hauptrollen des Films sind mit Humphrey Bogart, Frank McHugh, Louise Fazenda und Nat Pendleton sowie mit Penny Singleton und Allen Jenkins besetzt. Eines der selteneren Filmplakate pries den Film seinerzeit mit folgenden Worten an: „Winnah! – of the All-in Laugh-weight Championship of the Whirled!“ (frei übersetzt: „Gewinnen Sie! – die All-in-Lachgewichtsmeisterschaft der Herumwirbelnden!“)
Das Drehbuch des Films basiert auf dem Theaterstück Swing Your Lady von Kenyon Nicholson und Charles Robinson, erstmals veröffentlicht am 18. Oktober 1936 in New York.

## Handlung
Der Ringkampfpromoter Ed Hatch zieht mit seinem begriffsstutzigen Star, dem Wrestler Joe Skopapoulos, durch die Ozarks, ein Gebiet in dem überwiegend Hinterwäldler zu Hause sind. Zu dem Duo gehören außerdem die Trainer Popeye und Shiner. Hatch plant, Skopapoulos gegen die weltfremde Amazonen-Schmiedin Sadie Horn antreten zu lassen. Joe verliebt sich jedoch in die junge Frau und will nicht gegen sie kämpfen. Ed hat Sadie 100 Dollar für einen Kampf in Aussicht gestellt, die sie gut gebrauchen könnte. Obwohl sie Joe bittet, gegen sie anzutreten, möchte er das nicht, da er sich nicht instande sieht gegen die Frau, von der er hingerissen ist, in einem Kampf anzutreten. Sadie wird jedoch auch von dem in den Bergen lebenden Noah Webster umworben. Ed kommt nun auf die Idee, einen Kampf zwischen Joe und Noah zu arrangieren. Geschickt versteht er es, zu lancieren, dass Sadie den Gewinner des Kampfes heiraten werde, nachdem er sich zuvor Sadies Einverständnis eingeholt hat. Sie lässt durchblicken, dass sie Joe Noah vorziehe. Als Joe Ed wissen lässt, dass er seine Karriere als Wrestler für Sadie aufgeben werde, wird diesem schlagartig klar, dass er dadurch seine Lebensgrundlage verlieren könnte. Er treibt daraufhin ein schmutziges Spiel mit Sadie, indem er ihr ein Bild einer Frau mit Kindern zeigt und sie glauben lässt, das sei Joes Familie. Sadie äußert daraufhin, dass sie zu Noah zurückkehren werde und Ed wiederum wirkt auf Joe ein, den Kampf zu verlieren.
Der Kampf wird mit folgenden Worten angekündigt: „Ladies and gentlemen and citizens of Plunkett, tonight we have the pleasure of bringing you the event that you have all been waiting for: a battle to death between two rip-snortin’ giants of bone, gristle and muscle to settle once and for all which one gets something they both want!“ („Meine Damen und Herren und Bürger von Plunkett, heute Abend haben wir das Vergnügen, Ihnen das Ereignis zu präsentieren, auf das Sie alle gewartet haben: einen Kampf auf Leben und Tod zwischen zwei rasenden Riesen aus Knochen, Knorpel und Muskeln, um ein für alle Mal zu klären, wer das bekommt, was beide wollen!“)
Als Ed dann jedoch damit konfrontiert wird, dass der Gewinner des Kampfes im Madison Square Garden präsentiert werden soll, gerät er in ein Dilemma. Er gibt Joe ein Zeichen, doch zu gewinnen, das dieser schnell erledigt. Letztendlich klärt sich alles zwischen Joe und Sadie, der nicht nur den Kampf gewonnen hat, sondern auch Sadies Herz. Er verzichtet auf einen Kampf im Madison Square Garden, um nach der Heirat mit Sadie die Schmiede zu übernehmen. Ed dagegen hat nun Noah unter Vertrag genommen, der mit ihm und seiner Crew weiterzieht.

## Produktion

### Produktionsnotizen, Hintergrund
Die Dreharbeiten zum Film von Warner Bros. Pictures, Inc. fanden im Zeitraum Mitte September bis Mitte November 1937 in den Warner Brothers Burbank Studios in Burbank in Kalifornien statt.
Humphrey Bogart lehnte die Mitwirkung in diesem Film zunächst ab, stimmte einer Teilnahme aber zu, als man ihm ein höheres Wochengehalt anbot. Bogart war in dieser Phase seiner Karriere zunehmend enttäuscht von den Filmrollen, die Warner Bros. ihm anbot. Auch seine Rolle, die er im folgenden Jahr in seinem einzigen Horror-/Sci-Fi-Film Das zweite Leben des Dr. X spielte, war enttäuschend für ihn. Als er einige Jahre später ein großer Filmstar war, gehörten diese beiden Rollen zu denen, über die er nie gesprochen hat. Seine Leistung in Swing Your Lady hielt er selbst für die schlechteste seiner Karriere. Alan G. Barbour schrieb in seiner Biografie über Bogart, sein erster Film im Jahr 1938 sei eine „traurige Affäre mit dem Titel Swing Your Lady, ein billiger, verwerflicher Versuch, auf ländlichen Humor zurückzugreifen und davon zu profitieren.“ Bogart spiele „einen gewissenlosen Manager, der mit einem dummen Ringer nach Ozarks“ gehe „und dort einen unglaublichen Ringkampf mit der Stadt-Amazone“ arrangiere. Die ganze Geschichte sei „geschmacklos und vulgär“ gewesen.
Ned Pendleton war ein College-Ringermeister und professioneller Wrester, der bei den Olympischen Spielen 1920 die Silbermedaille errang. Daniel Boone Savage, ebenfalls ein professioneller Wrestler, gab hier sein Filmdebüt.
Ronald Reagan ist im Film in einer seiner frühen Rollen zu sehen. Er spielt einen Sportreporter. Die brünette Sängerin Penny Singleton stand kurz davor, zu erblonden und eine lange und erfolgreiche Karriere in der Rolle der kultigen Comicfigur Blondie in einer Reihe von 28 Filmen zu einer beliebten Radiosendung zu starten.
Swing Your Lady ist der erste Filmauftritt der Weaver Brothers und Elviry, einer Comedy-Truppe, die während ihrer vielen Jahre im Varieté und in der Radioshow Grand Ole Opry, besser bekannt als „The Arkansas Travelers“, war und im Anschluss an diesen Auftritt von Republic Pictures für Down in ‚Arkansaw‘ engagiert wurde, den ersten Film einer Reihe von elf Comedy-Filmen des Studios. Alan G. Barbour schrieb in seiner Filmbiografie über Humphrey Bogart, „prominent in der Besetzung“ seien die Weavers gewesen, „eine Hinterwäldlerfamilie, die später eine Serie von schlechtbezahlten Features für Republic“ gemacht hätten.

### Musik im Film
- Mountain Swingeroo
- The Old Apple Tree
- Swing Your Lady
- Dig Me a Grave in Missouri
- Hillbilly from Tenth Avenue
  - Musik und Text zu den Musikstücken von Maurice K. Jerome und Jack Scholl.

### Veröffentlichung
Premiere hatte der Film am 8. Januar 1938 in Dallas in Texas sowie zeitgleich in Hannibal in Missouri. Am 26. Januar 1938 lief er dann in New York an. In Australien erfolgte eine erste Veröffentlichung am 22. Juli 1938. Am 24. April 1957 wurde der Film erstmals im amerikanischen Fernsehen in Tucson in Arizona ausgestrahlt.
Veröffentlicht wurde der Film zudem in Russland und im Vereinigten Königreich.

## Kritik
Auf der Seite Cinecaps Digest hieß es, dies sei eine absolut furchtbare Hillbilly-Musicalkomödie mit Humphrey Bogart – ja, Humphrey Bogart – als Wrestling-Promoter in den Ozarks. Bogart soll diese Rolle als die schlechteste Performance aller Zeiten bezeichnet haben, und es gebe keinen Grund, das Gegenteil zu behaupten.
Der Kritiker Dennis Schwartz hingegen sprach immerhin von einer liebenswerten, aber kitschigen Hillbilly-Komödie, die peinlich schlecht sei. Trotz der glanzlosen Komik sorge die Musicalkomödie, die auf einem mäßig erfolgreichen Broadway-Stück basiere, für ein paar Lacher in ihrer Satire über Wrestler, Großstädter und Hinterwäldler.
Derek Winnert sah das ähnlich und meinte, dieser alberne Unsinn sei überhaupt nicht Bogarts Sache, obwohl an seiner Professionalität nichts auszusetzen sei. Penny Singleton aus der Blondie-Reihe sei deutlich mehr in ihrem Element. Abschließend bemerkte Winnert noch, bei Filmen wie diesem, habe es so ausgesehen, als könne aus Humphrey Bogart nie ein Star werden.
Auf der Seite Frank’s Movie Log schrieb Frank Showalter, wenn man so wolle, sei das einzig Positive an dem Film, dass Bogart keinen Bösewicht spiele. Damit sei die positive Seite bereits abgeschlossen. Bogart habe gewusst, dass der Film ein Reinfall sein würde, Warner habe ihn lediglich mit einer wöchentlichen Gehaltserhöhung von 1.000 Dollar überzeugen können, die Rolle zu spielen, da der Schauspieler das Geld gebraucht und seinen Stolz heruntergeschluckt habe. Pendletons Darstellung strahle das Charisma eines Felsbrockens aus und mache ebenso viel Spaß beim Zuschauen.
Dan Stumpf von Mystery*File führte aus, dass dies ein Film sei, den man, wenn man ihn einmal gesehen habe, nie vergesse – egal wie sehr man es versuche. Bogart sei zu diesem Zeitpunkt bereits seit zwei Jahren und sieben Filmen bei Warner gewesen, mit bemerkenswerten Leistungen in drei davon: Der versteinerte Wald, Geheimbund Schwarze Legion und Sackgasse. Star-Potenzial sei bei ihm definitiv vorhanden gewesen, doch sei er immer wieder in unbedeutende Rollen in großen Filmen wie Goldschmuggel nach Virginia und Opfer einer großen Liebe oder in Hauptrollen in Filmen wie Swing Your Lady abgeschoben. Ganz offensichtlich sei dies kein Film für Bogart-Fans oder Leute mit einem Sinn für anspruchsvolle Komödien.